# Transistor unijonction

Symbole de l'UJT.

Un transistor unijonction (souvent appelé UJT, d'après le sigle anglais "UniJonction Transistor") est une sorte de transistor qui n'est composé que d'une seule jonction.
Appelé aussi "diode à double base", le transistor unijonction est un transistor bipolaire un peu particulier, qui possède trois connexions mais une seule jonction (d'où son nom). Ses trois électrodes sont nommées E (émetteur), B1 (base 1) et B2 (base 2).
L'UJT est principalement utilisé pour la réalisation d'oscillateurs à relaxation avec très peu de composants et donc d'une très grande fiabilité.
Il possède la particularité d'offrir une résistance négative dans une partie de sa courbe de caractéristiques. Un transistor unijonction peut être assimilé à une diode associée à un diviseur de tension.

## Usage
Ce composant est généralement associé à un circuit RC dont le point milieu est connecté sur l’émetteur E. Lorsque la tension sur le condensateur atteint la tension de saturation VEB sat  (vers 3,5V) le condensateur se décharge au travers de E et B1   jusqu’à ce que le courant de décharge descende sous le courant de vallée. Le  courant s’interrompt alors et un nouveau cycle peut démarrer. Une résistance connectée entre B1 et la masse permet de générer une impulsion de tension. La valeur de cette résistance règle la durée de décharge du condensateur. Les UJT ont eu leur heure de gloire dans les années 70 mais ne sont plus beaucoup utilisés. Modèle le plus courant: 2n2646.[réf. nécessaire]
Exemples d'utilisations:
- Oscillateurs à relaxation.
- Génération d'impulsions retardées par exemple pour la commande de gâchette de thyristor.
- Les variateurs de puissance: dans ce cas le circuit RC doit être  alimenté par une tension redressée mais non filtrée. On obtient alors des impulsions  synchrones avec le secteur avec un retard réglable avec la résistance de charge du condensateur.